# ليام هاتشر
ليام هاتشر (بالإنجليزية: Liam Hatcher)‏ (17 سبتمبر 1996 في أستراليا - ) هو لاعب كريكت أسترالي.

## وصلات خارجية
- ليام هاتشر على موقع إي آس بي آن كريك إنفو (الإنجليزية)